# Escola de Ciências Jurídicas da Universidade Federal do Estado do Rio de Janeiro
A Escola de Ciências Jurídicas, integrante do Centro de Ciências Jurídicas e Políticas da Universidade Federal do Estado do Rio de Janeiro, é uma escola de direito. Desde de sua abertura, em 1993, era situada no campus Praia Vermelha até ser transferida para Botafogo, junto dos cursos de ciência política e administração pública. A escola possui duas bibliotecas.